# Arxiu Intermedi de la Generalitat Valenciana
L'Arxiu Intermedi de Generalitat Valenciana (també conegut per les seues sigles AIG) és un arxiu públic autonòmic situat a Riba-roja de Túria (Comunitat Valenciana).
Va ser creat el 27 d'abril de 2018. Forma part del Sistema Arxivístic Valencià i és l'arxiu on s'organitza, conserva i custodia la documentació generada per l'Administració de la Generalitat Valenciana (GVA) en la seua penúltima fase del cicle de vida documental, és a dir, abans de ser eliminada o transferida definitivament a l'arxiu històric.
Depén funcionalment de la conselleria competent en matèria de cultura i orgànicament de la conselleria competent en matèria d'hisenda.

## Història
L'antecedent de l'Arxiu Intermedi és l'Arxiu Central de la Generalitat Valenciana creat el 21 de maig de 1984.
L'establiment d’aquest centre va ser propiciat, entre d'altres, per l’augment considerable de la producció documental generada pels diferents departaments de la GVA en el nou context de l'Estat de les autonomies. A més, l'aprovació de l'Estatut d'Autonomia de la Comunitat Valenciana va comportar que les competències en matèries relatives a arxius, que no foren de titularitat estatal, passaren a ser assumides per la Generalitat Valenciana.
La missió de l'Arxiu Central de la Generalitat Valenciana era “arreplegar, conservar i disposar per a la seua utilització futura, els fons documentals de la Generalitat Valenciana, qualsevol que fora el seu suport i forma de prestació” i a ell s'havia de remetre la totalitat de la documentació produïda per la Generalitat que no fora necessària per a la tramitació dels assumptes i que mancara de vigència administrativa.
Aquest fet evidenciava la no separació de competències respecte al cicle de vida documental i l'Arxiu Central assumia el paper d'arxiu central, intermedi i històric, agreujant així els problemes d'espai i de gestió de la documentació.
En 2005, amb l'aprovació de la Llei d'Arxius de la Comunitat Valenciana, es deroga el Decret 57/1984, l'Arxiu Central de la GV passa a dir-se Arxiu Històric de la Comunitat Valenciana i el terme central es reserva per a la designació dels respectius arxius centrals de les conselleries. Pel que respecta a la documentació en fase semiactiva continuaria sent dipositada en l’Arxiu Històric, ja que no existia encara seu física per a l'Arxiu Intermedi.
La construcció dels edificis del complex on s'instal·laria l'Arxiu Intermedi de la Generalitat va començar en 2004 (Fase I) i 2006 (Fase II), però no va ser fins al 2017 quan es va posar en marxa el Servei d'Administració del Complex Logístic i d'Arxiu de la Generalitat.
Amb la publicació del Decret 50/2018, de 27 d'abril, del Consell, pel qual es regula la gestió documental, l'organització i el funcionament dels arxius de la Generalitat, es va crear finalment l'Arxiu Intermedi de Generalitat Valenciana. En aquesta disposició es definix l’AIG, s'especifica l'estructura mínima de personal amb la qual ha de comptar, els requisits que han de complir les seues instal·lacions per a la correcta conservació, les seues funcions, les pautes de conservació de la documentació i les pautes a seguir per a la transferència documental.
Fins a mitjan 2019 no es va incorporar la plantilla completa de personal i, a la fi d'eixe mateix any, l'Arxiu Intermedi de la Generalitat va rebre les primeres transferències procedents d'alguns dels arxius centrals de les Conselleries de la Generalitat Valenciana.
El 19 de febrer de 2021 amb l'aprovació del Decret 30/2021 es crea la Comissió Interdepartamental de Coordinació del Complex Logístic i Arxiu Intermedi de la Generalitat. Aquesta comissió naix amb l'objectiu d'impulsar la coordinació i el suport necessaris per part de Presidència i la resta de departaments que conformen l'Administració de la Generalitat, com a dipositaris reals o potencials de documentació en l'Arxiu Intermedi i per a la correcta utilització i optimització dels espais de dipòsit en aquest centre.

## Edifici

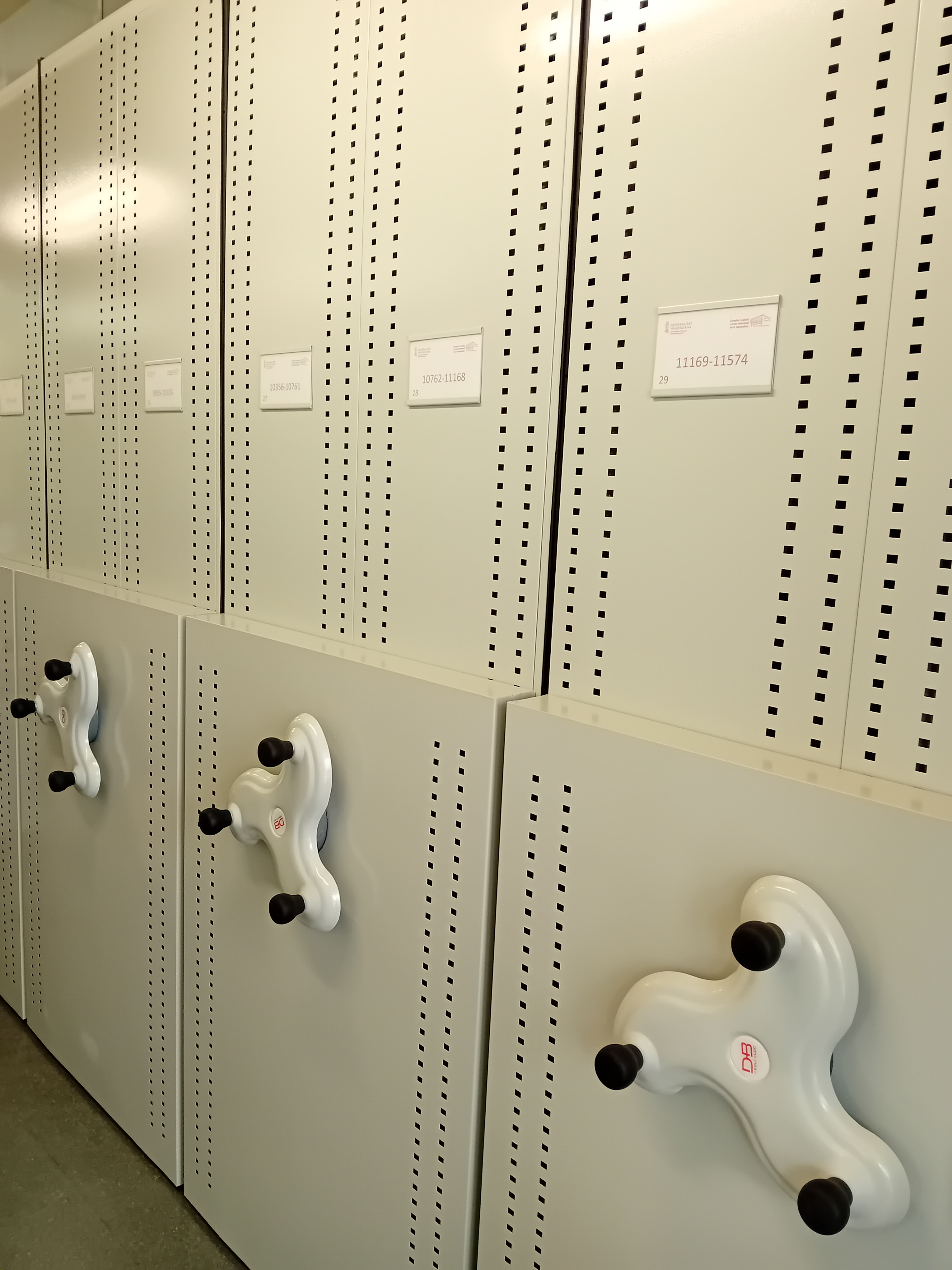
Armaris compactes manuals de l’AIG

L'edifici seu de l’AIG va començar a construir-se el 19 d'octubre de 2004 i se situa dins de l'espai destinat al Complex Logístic i d'Arxiu de la Generalitat Valenciana a Riba-roja de Túria (València). Aquest espai està format per dos edificis (Fase I i Fase II) comunicats entre si per un soterrani.
Fase I ocupa 18.512 m² i s'hi troben els despatxos de direcció i la sala de reunions.
Fase II compta amb una superfície total construïda de 16.638,37 m² distribuïts en 3 plantes. En aquesta zona se situen els dipòsits, despatxos del personal d'arxiu, moll de càrrega, rampa per a camionetes i muntacàrregues.
Cadascun dels dipòsits compta amb una superfície de 270 m² i una capacitat de 23.000 caixes. La capacitat total de l'edifici és de 108.000 metres lineals de documentació instal·lada en armaris compactes.
En l'actualitat aquestos edificis estan compartits amb altres serveis de Generalitat Valenciana restant espai d'emmagatzematge a l'Arxiu Intermedi. Dels 42 dipòsits existents en el Complex només 2 estan assignats a l’AIG. Per aquest motiu, està prevista la construcció de dos edificis nous dins del complex (Fase III i IV) i un d'ells es destinarà a dipòsits dels arxius centrals de totes les conselleries i a l'Arxiu Intermedi de Generalitat Valenciana.

## Característiques
L’AIG rep, a través de transferències, la documentació que es troba en fase semiactiva (documents amb valors primaris o secundaris que són consultats de manera esporàdica) dels arxius perifèrics i centrals de les conselleries de la Generalitat Valenciana.
Com a norma general, aquesta documentació ha de tindre una antiguitat mínima de 15 anys i es conserva en l’AIG fins que té una antiguitat màxima de 30 anys aproximadament, moment en el qual després del dictamen de la Junta Qualificadora de Documents Administratius és eliminada o transferida a l'Arxiu Històric de la Generalitat per a la seua conservació permanent per haver adquirit valor històric.
La documentació custodiada en l'Arxiu Intermedi de Generalitat pot ser consultada per les oficines de gestió i per la ciutadania, però només pot eixir de l'edifici quan siga reclamada per a fins administratius o judicials i sempre prèvia autorització.

## Funcions
Les funcions de l'Arxiu Intermedi estan arreplegades en l'article 20 del Decret 50/2018. Entre elles destaquen la conservació, custòdia, organització i descripció de la documentació dipositada, la coordinació i gestió de les transferències tant rebudes com realitzades per aquest a l'Arxiu Històric de GVA i l'eliminació de la documentació original que la Junta Qualificadora de Documents Administratius haja dictaminat que no és de conservació permanent.

## Fons

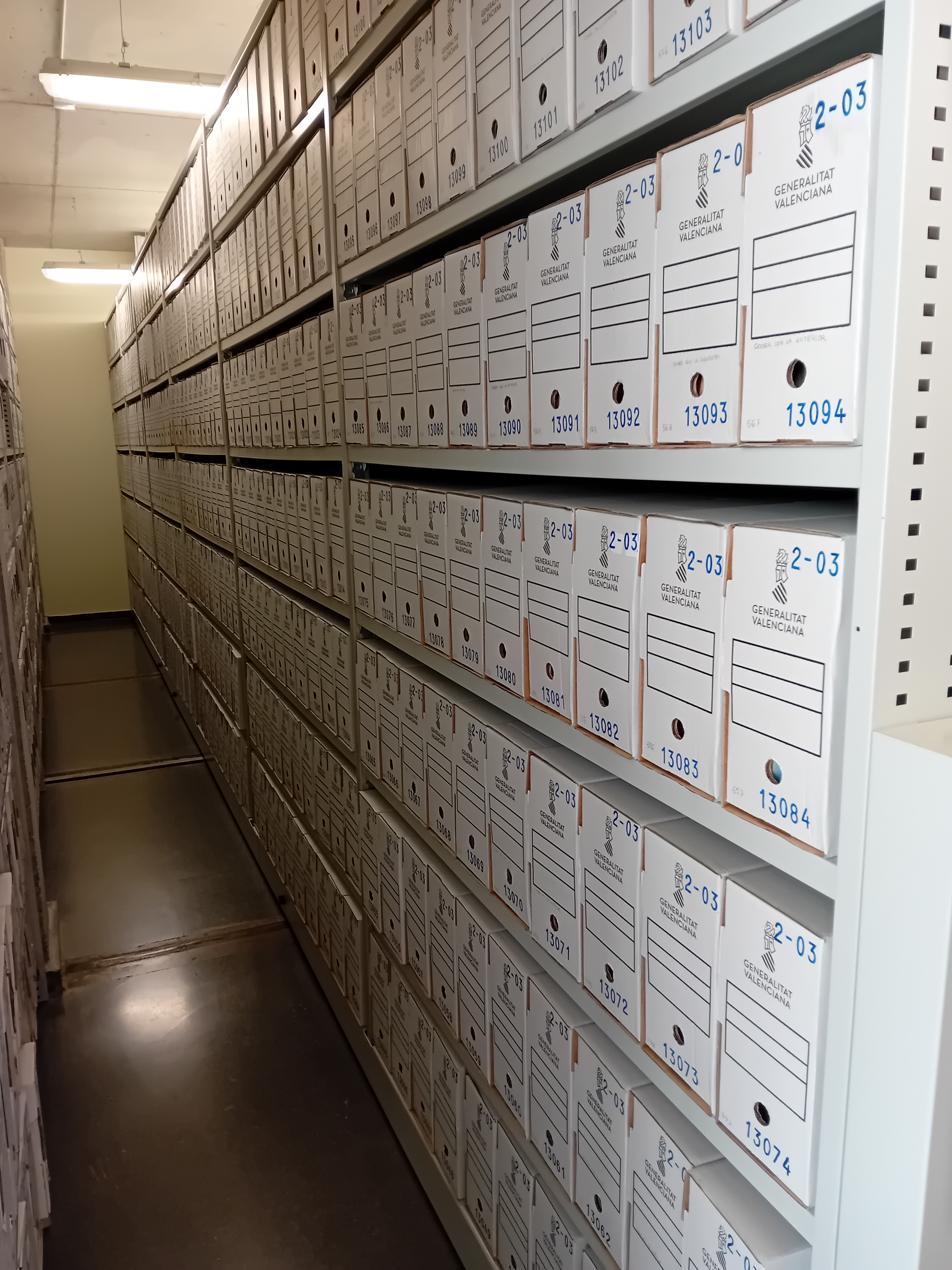
Interior del dipòsit de l'Arxiu Intermedi de Generalitat

Actualment en l'Arxiu Intermedi de la Generalitat Valenciana es troba instal·lada documentació procedent dels arxius centrals de les següents Conselleries i organismes del sector públic instrumental actuals o extints:
- Hisenda
- Economia
- Indústria
- Treball
- Cultura
- Educació
- Labora
- RTVV (Radiotelevisió Valenciana – Canal 9)

## Serveis
- Consulta (interna o externa amb cita prèvia)
- Préstec (només a les unitats de gestió que han produït la documentació sol·licitada o amb autorització prèvia a altres òrgans competents per a fins administratius o judicials)
- Reprografia (segons els termes que establix la legislació vigent)